# Ring-Trip
Ring-Trip（りんぐとりっぷ）は、日本の女性ボーカルユニット。所属レーベルはJTB MUSIC。

## 略歴
本格的に歌とダンスを学んだ3名で2014年結成。グループ名はグループ名は、音楽の力で交流の輪（Ring）と旅すること（Trip）の素晴らしさを広めていきたいという願いを込めて命名されている。JTB MUSIC初の専属アーティストだったこともあり、当初は“旅のアイドルボーカルグループ”をコンセプトに売り出された。
2015年8月2日より「久喜市商工会応援サポーター」に就任。
2017年5月27日に賀澤りえ奈が卒業。6月1日に山本栞里が加入。
2018年3月に松下亜樹が卒業。6月に山本栞里が卒業。
2019年3月末をもってJTB MUSICが事業終了。4月より株式会社Platinum Music & Entertainmentに移籍。

## メンバー
- 山本香澄（やまもと かすみ、1993年9月11日 - 、静岡県出身、O型）

### 旧メンバー
- 賀澤りえ奈（かざわ りえな、1993年11月26日 - 、千葉県出身、AB型）
- 松下亜樹（まつした あき、1993年10月8日 - 、富山県出身、A型）
- 山本栞里（やまもと しおり、1997年11月24日 - 、静岡県出身、O型、2017年6月1日加入）

## ディスコグラフィ

### シングル
| 枚  | 発売日        | タイトル                                      | 規格品番     | 規格品番                          | 規格品番 |
| 枚  | 発売日        | タイトル                                      | 初回限定盤   | 通常盤                            |          |
| --- | ------------- | --------------------------------------------- | ------------ | --------------------------------- | -------- |
| 1st | 2014年4月16日 | 風のメタモルフォーゼ                          | JTBMC-10002  | JTBMC-10003                       |          |
| 2nd | 2014年9月10日 | LIFE GOES ON ! / もう一度、もう一度、もう一度 | JTBMC-10004  | JTBMC-10005(A盤) JTBMC-10006(B盤) |          |
| 3rd | 2015年3月18日 | 旅のススメ～Let’s make a journey together !   | JTBMC-10007  | JTBMC-10008                       |          |
| 4th | 2015年12月9日 | 634 LOVERS／やさしい光                        | -            | JTBMC-10013                       |          |
| 5th | 2016年5月25日 | 環天頂アーク                                  | JTBMC-100015 | JTBMC-10016                       |          |

### アルバム
| 枚  | 発売日         | タイトル   | 規格品番    | 規格品番    | 規格品番 |
| 枚  | 発売日         | タイトル   | 初回限定盤  | 通常盤      |          |
| --- | -------------- | ---------- | ----------- | ----------- | -------- |
| 1st | 2015年11月11日 | Bon Voyage | JTBMC-10011 | JTBMC-10012 |          |

## タイアップ
| 曲名                                        | タイアップ |
| ------------------------------------------- | --- |
| 風のメタモルフォーゼ                        | 日本テレビ系「ミュージックドラゴン」4月度エンディングテーマ                                                                   |
| DREAMIN' PARADE                             | テレビ東京系「アニメマシテ」4月度オープニングテーマ                                                                           |
| 旅日記                                      | 日光女子倶楽部 公式ソング |
| あの星の名は                                | 短編映画「あの惑星の名は」テーマソング                                                                                        |
| 旅のススメ～Let’s make a journey together ! | エースJTB「らくらくスムーズ編」CMソング エース JTB「エースJTBだけの特典や多彩なプラン」東京ディズニーリゾート®への旅 CMソング |
| 人生は上々！                                | 久喜市商工会PRソング |
| 634 LOVERS                                  | 第33回土師祭テーマソング |

## 出演

### ラジオ
- 『走れ!歌謡曲』（文化放送：2015年11月26日）

### インターネットラジオ
- Ring-Tripのうたズキ!（WALLOP：2014年3月6日 - 2015年8月27日）
- 『Aiming presents 結衣・浩子のスマートゲーマーラジオ』（インターネットラジオステーション＜音泉＞：2014年11月07日）